# Yang Wenyi
Yang Wenyi, född 11 januari 1972 i Shanghai, är en kinesisk före detta simmare.
Hon blev olympisk guldmedaljör på 50 meter frisim vid sommarspelen 1992 i Barcelona.